# Змішана реальність
Змішаною реальністю (ЗР, англ. mixed reality), іноді називають гібридну реальність (англ. hybrid reality), що є злиттям реальних і віртуальних світів для створення нових середовищ і візуалізації, де фізичні та цифрові об'єкти спів існують і взаємодіють в режимі реального часу. Змішана реальність траплятися не тільки в фізичному або віртуальному світі, але є сумішшю реальності нашого світу і віртуальної реальності, що охоплює як доповнення реальності і доповнення віртуальності.

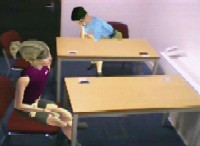
Приклад змішаної реальності: віртуальні персонажі змішуються в живий відеопотік реального світу.

## Визначення
Віртуальний і медіальний континуум
У 1994 році Пол Мілграм та Фуміо Кішино визначили змішану реальність як «… в будь-якому місці між екстремумами віртуального континууму.», де віртуальний континуум простягається від повністю реального до повністю віртуального середовища з розширеною реальністю і доповненою віртуальністю в інтервалі між ними.
Інтерреальна фізика

Реалістично — віртуальний континуум.

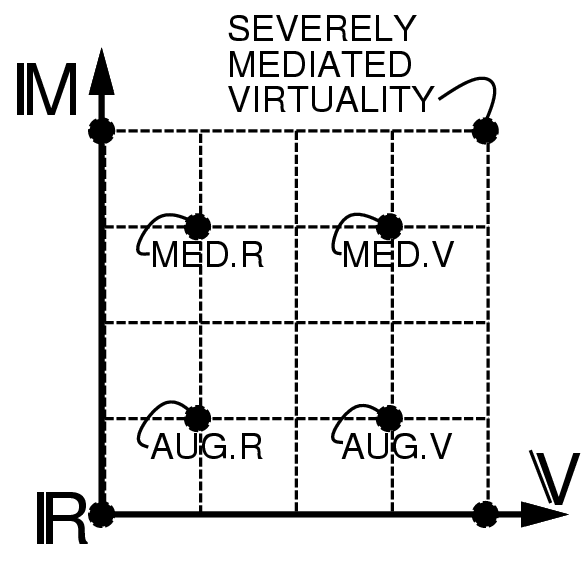
Віртуальні осі (зліва направо) і медіальна вісь (знизу вгору) від опосередкованої реальності континууму. Тут показані чотири зразкові точки: доповнена реальність, доповнена віртуальність, опосередкована реальність, і опосередкована віртуальність на віртуальності і медіальних осях. Це включає в себе, наприклад, зменшену реальність.

У контексті фізики термін «інтерреальна система» належить до системи віртуальної реальності в поєднанні з її реальним двійником. Стаття у Physical Review E, опублікована у травні 2007 року, описує систему, яка містить інтерреальний реальний фізичний маятник, з'єднаний з маятником, який існує тільки у віртуальній реальності. Ця система, мабуть, має два постійних стани руху: стан «подвійної реальності», в якому рух двох маятників неконтрольований і стан «Змішана Реальність», в якому маятники експонантують стійкий рух фазового автопідстроювання. Використання термінів «змішаної реальності» і «інтерреальності» в контексті фізики чітко визначене, але може мати відмінності у порівнянні з іншими областями.

## Доповнена віртуальність

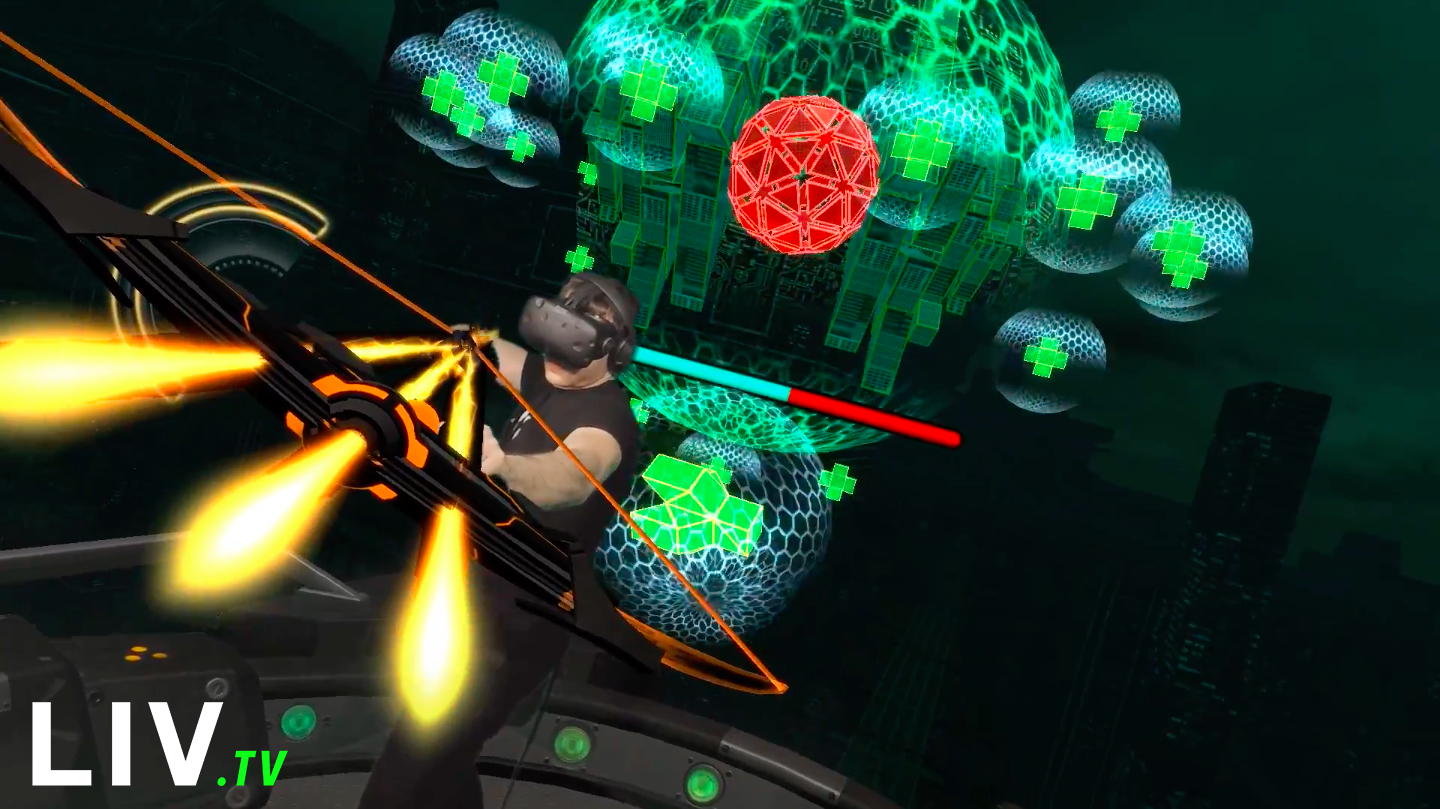
«Третя точка зору людини»

Доповнена віртуальність (AV) є категорією змішаної реальності, яка відноситься до злиття об'єктів реального світу у віртуальному світі.
Як проміжний випадок континууму віртуальності, це більше відноситься до віртуального простору, де фізичні елементи, наприклад, фізичні об'єкти або люди, які динамічно інтегрується, і можуть взаємодіяти один з одним, у віртуальному світі в реальному часі. Ця інтеграція досягається з використанням різних методів. Часто потокове відео з фізичних просторів (наприклад, через вебкамеру) або з використанням 3-вимірного цифрування фізичних об'єктів.
Використання в реальному світі сенсорної інформації (наприклад, гіроскопи) для управління віртуальним середовищем є додатковою формою доповненої віртуальності, в якій зовнішнє управління забезпечує контекст для віртуального зору.

## Застосування
Тема багатьох досліджень, змішана реальність знайшла своє застосування в ряді додатків, очевидне в мистецтві, індустрії розваг та багатьох інших галузях і сферах повсякденного життя (Наприклад, різні розгалуження в бізнесі, виробництво і освіта). Нижче наведені приклади таких застосувань:
- IPCM — інтерактивний продукт управління контентом

Перехід від статичних каталогів продукції до інтерактивних 3D смарт цифрових копій. Рішення складається з прикладних програмних продуктів з масштабуванням моделей ліцензування.
- SBL — моделювання на основі навчання

Інтерактивне і практичне навчання на основі дисплейних рішень і різного програмного забезпечення.
- Військовий вишкіл

Бойова реальність моделюється і представляється в складних різнорівневих даних через HMD.
- Real Asset Віртуалізація Environment (RAVE)

3D Модель виробничих активів (наприклад, процес виробництва машин) включена в віртуальне середовище, а потім пов'язується з даними в режимі реального часу, пов'язані з цим активом. Це дозволяє співпрацювати різним дисциплінам та ухвалювати рішення на основі даних, представлених у віртуальному середовищі. Цей приклад змішаної реальності був вперше продемонстрований Кевіном Реннером з Шеврон Корпорейшн, що має в США 8,589,809 патенти, B2 «Методи і системи для проведення зборів у віртуальному середовищі» були видані 19 листопада 2013 р. Одним з перших патентів, що описують змішану реальність показана Майклом Делукою в патенті США 6064354 «Спосіб стереоскопічного призначеного для користувача інтерфейсу і пристрою» надано 16 травня 2000 року.
- Дистанційна робота

Змішана реальність надає великі робочі сили через дистанційні команди для спільної роботи і вирішення бізнес-завдань організації. Незалежно від того, де вони знаходяться фізично, працівнику не треба багато приладів для занурення у віртуальну реальність. Мовні бар'єри стають несуттєвими, як AR додатки здатні точно переводити в режимі реального часу. Це також надає більш гнучку робочу силу. Хоча багато роботодавців досі використовують негнучкі моделі фіксованого робочого місця і часу, є свідчення того, що співробітники більш продуктивні, якщо вони мають велику автономію в тому де, коли і як вони працюють. Деякі співробітники вважають кращими галасливі робочі місця, інші потребують тиші. Деякі з них працюють найкраще вранці, інші вночі. Роботодавці також отримують вигоду з автономії в тому, як вони працюють, тому що кожен обробляє інформацію по-різному.
- Охорона здоров'я

Хірургічні та ультразвукові моделювання використовуються як тренувальні вправи для фахівців в області охорони здоров'я. Медичні манекени можуть оживати генеруючи необмежену кількість сценаріїв навчання і можуть навчити співпереживанню фахівців в області охорони здоров'я.
- Авіація

Ці моделі дають можливість отримати інтуїтивне розуміння точного продукту, в тому числі в режимі реального розміру та конструкції деталей, які дозволяють більш уважно розглянути деталі інтер'єру. Ці віртуальні моделі також використовуються, щоб знайти приховані проблеми і скоротити час і гроші.

## Технології відображення

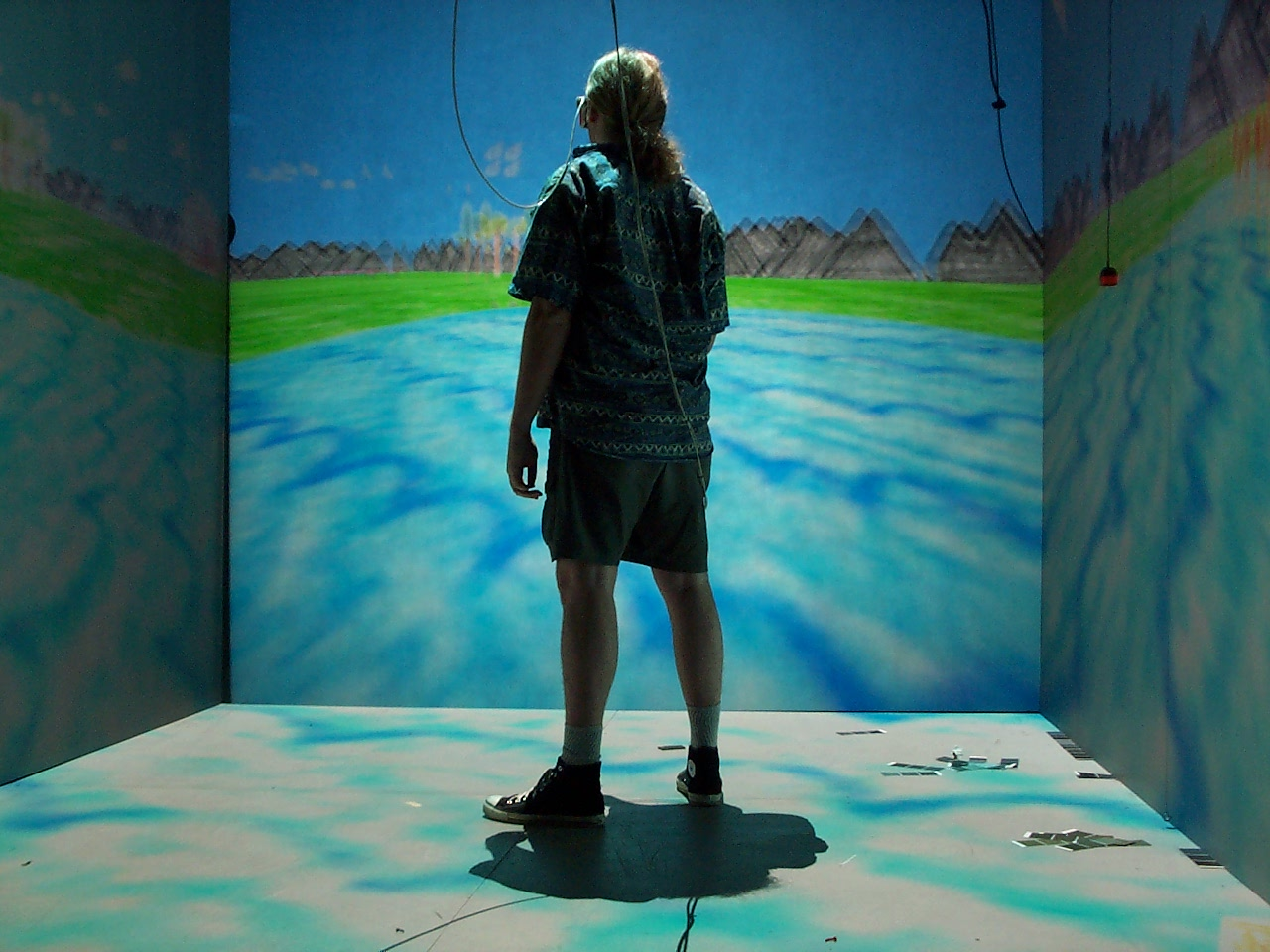
Cave Automatic Virtual Environment
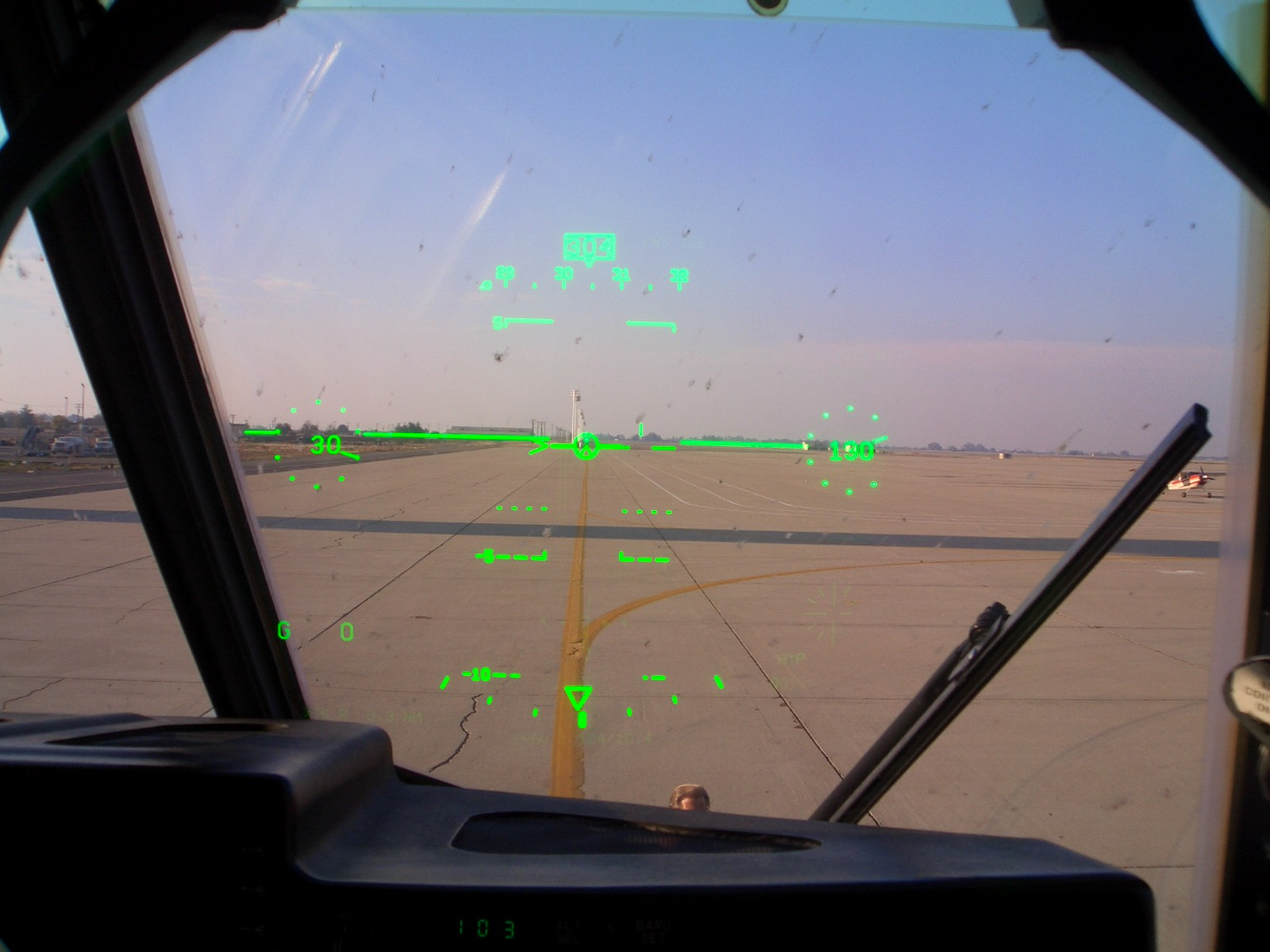
HUD
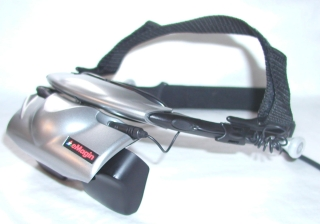
Шолом віртуальної реальності
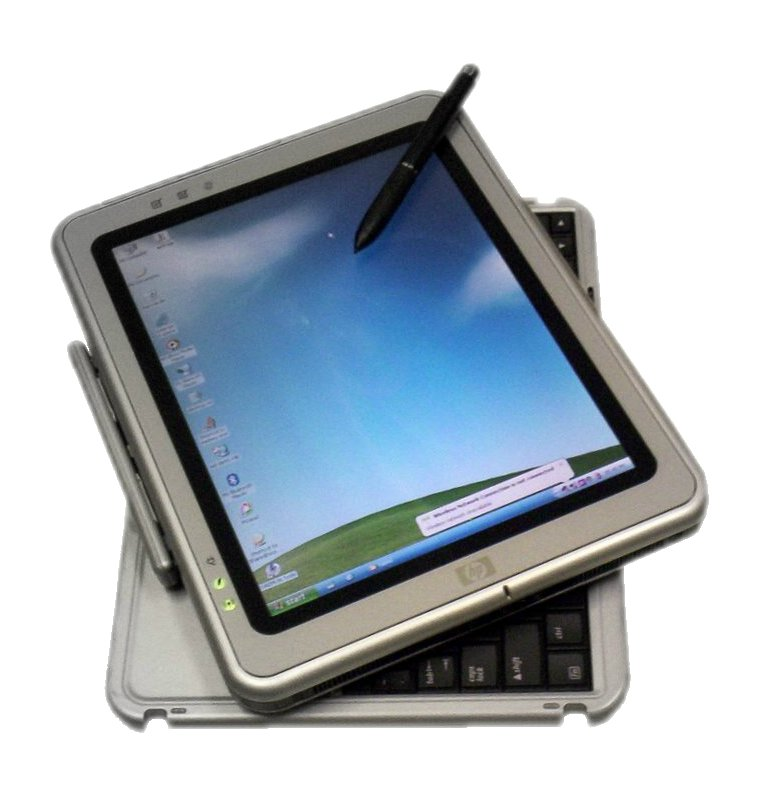
Планшет
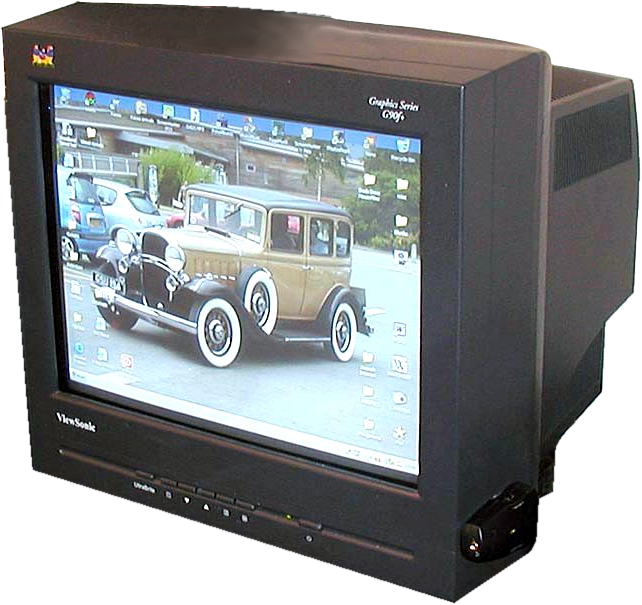
Комп'ютерний дисплей
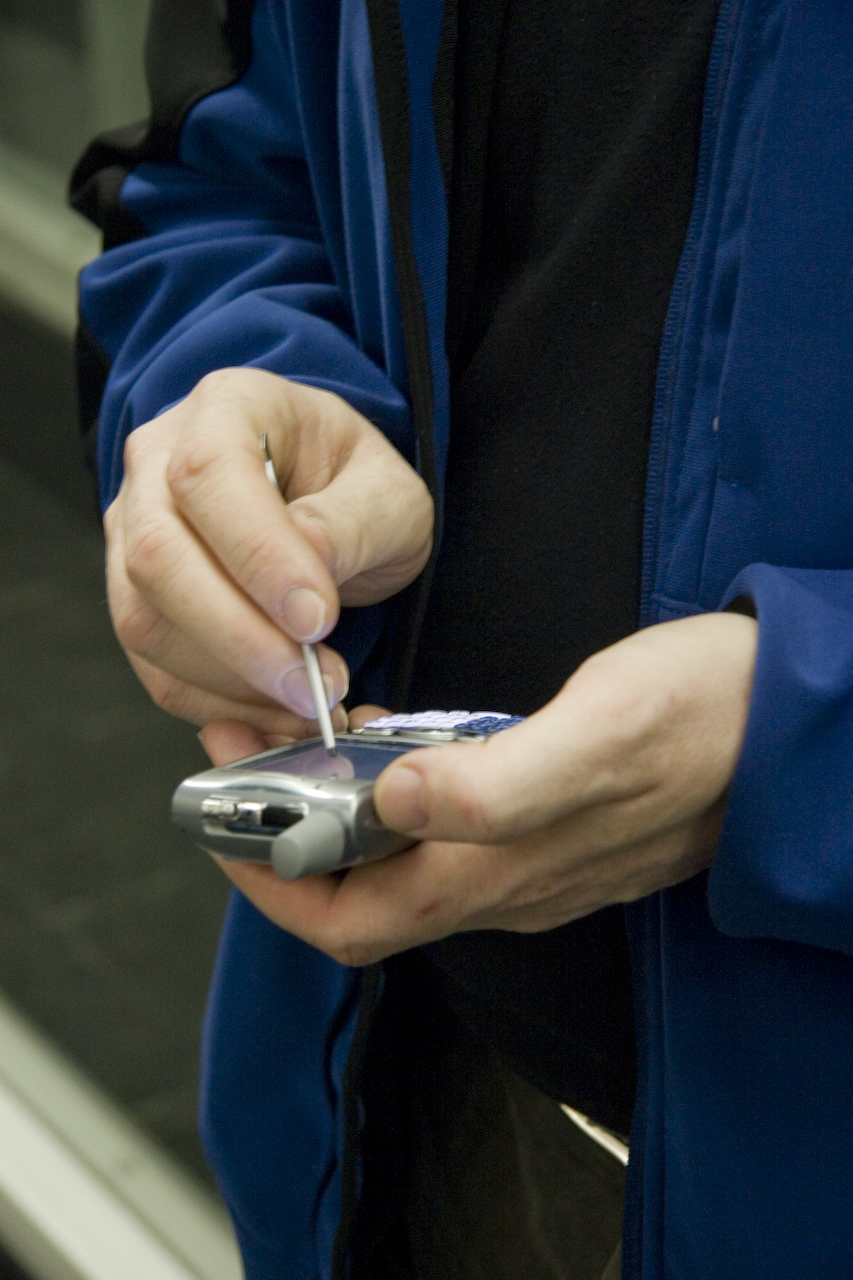
Кишеньковий комп'ютер
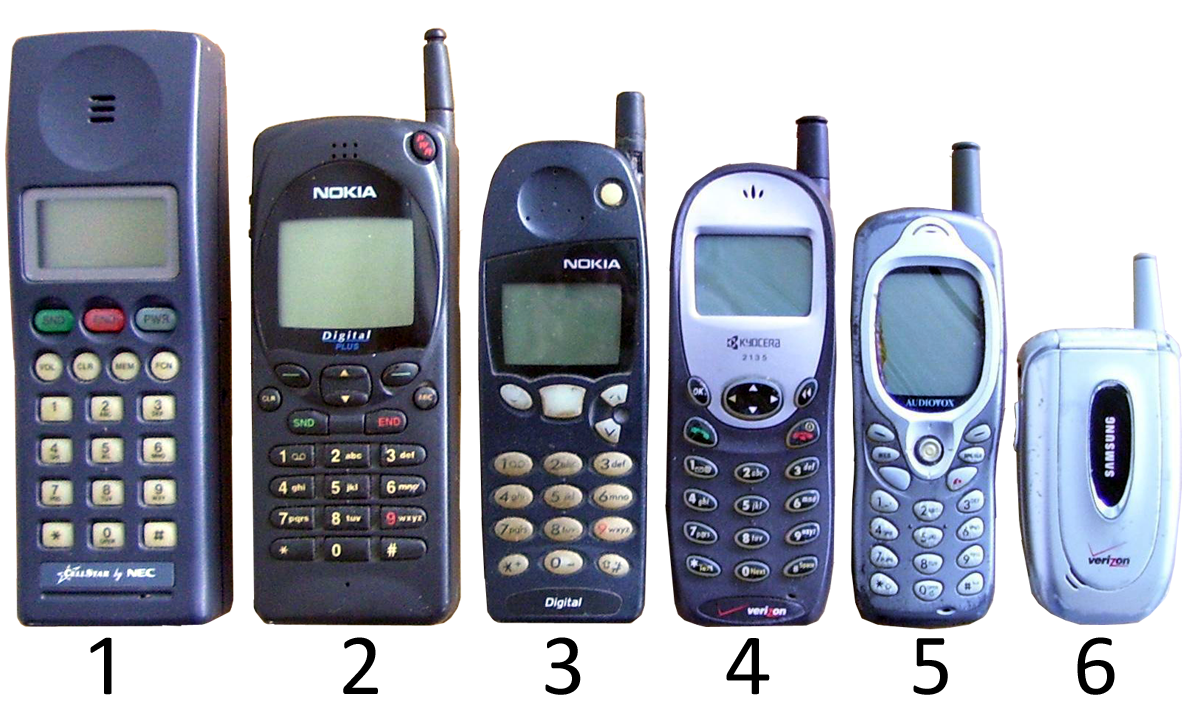
Мобільні телефони
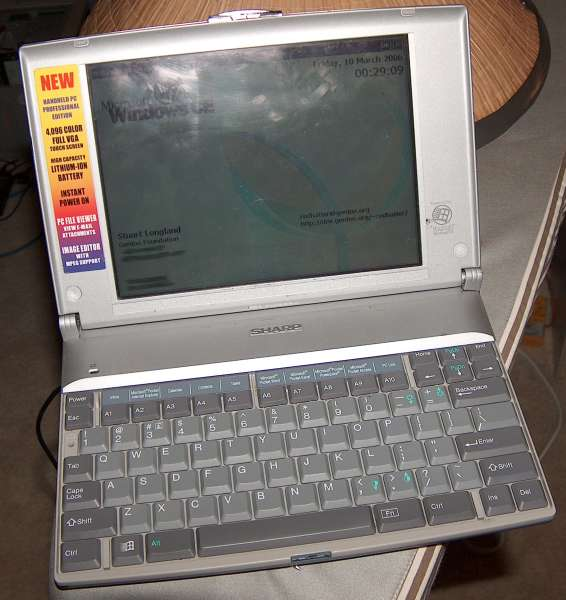
Handheld PC

## Приклади
- Example projects from the Mixed Reality Lab at National University of Singapore / Keio University. [Архівовано 17 жовтня 2012 у Wayback Machine.]
- Examples of Augmented Reality with vision-based positioning system.
- Ars Electronica
- ASTERION VR, Merged Reality for military and Law Enforcement training in Virtual CQB.
- EyeToy
- Bamzooki[en]
- FightBox[en]
- Microsoft Hololens[en]
- Nokia Point & Find[en]
- WebGuyz Mixed Reality Education Platform [Архівовано 19 травня 2017 у Wayback Machine.]
- Interactive Multimedia Lab A research lab at the National University of Singapore focuses on Multi-modal Mixed Reality interfaces.
- Mixed Reality vs. Mixed Realities
- The Center for Research in Computing and the Arts and Calit2 at UCSD are home to a number of Mixed Reality projects, including Mixed Reality Performances by Micha Cárdenas and Elle Mehrmand
- The Dawn of Mixed Reality [Архівовано 9 червня 2016 у Wayback Machine.] An introduction of Mixed Reality and compilation of example projects
- Mixed Reality Environments as Collaborative and Constructive Learning Spaces for Elementary School Children [Архівовано 7 квітня 2017 у Wayback Machine.]